# Die Pilgerin
Die Pilgerin ist ein zweiteiliger deutscher Fernsehfilm nach dem gleichnamigen Roman von Iny Lorentz, der am 5. und 6. Januar 2014 im Zweiten Deutschen Fernsehen gesendet wurde. Produziert hat ihn Benjamin Benedict, Regie führte Philipp Kadelbach.

## Handlung
Tremmlingen in Schwaben in der Nähe von  Ulm, 1386:
Tilla Willinger führt ein gutes und behütetes Leben als Tochter eines Kaufmanns. Das ändert sich, als Tillas todkranker Vater Eckhardt sein Geschäft ihrem Verlobten Damian, dem Sohn des Bürgermeisters Laux, vermachen will. Um dies zu verhindern und selbst Nachfolger seines Vaters zu werden, bringt Tillas Bruder Otfried den kranken Eckhardt heimlich um und lässt dessen Testament verschwinden. Otfried löst Tillas Verlobung mit Damian und zwingt sie zur Heirat mit dem durchtriebenen Geschäftsmann Veit Gürtler, der aber in der Hochzeitsnacht an einem Herzinfarkt stirbt.
Da Tillas Bruder die Bitte des Vaters ignoriert, dessen Herz nach Santiago de Compostela zu bringen, schneidet Tilla selbst das Herz aus dem Leichnam des Vaters und macht sich allein auf den gefährlichen Weg. Um sich einer Pilgergruppe anschließen zu können, verkleidet sie sich als junger Mann. Nicht ahnend, dass Tilla ein Dokument mit sich führt, das ihren nach Macht strebenden Bruder Otfried des Hochverrats überführt, wird sie auf ihrer Reise im Auftrag ihres Bruders von Veit Gürtlers unehelichem Sohn Rigobert verfolgt, der zudem auf Rache für seinen angeblich ermordeten Vater sinnt. Zu ihrem Schutz reist ihr ebenso der jüngste Sohn des Bürgermeisters, Sebastian Laux, nach und schließt sich der Pilgergruppe an.
Nach einem Überfall auf die Pilgertruppe werden Tilla und Sebastian in Frankreich von den Schergen des Grafen Aymer gefangen genommen. Bei der Flucht geht das einbalsamierte Herz von Tillas Vater verloren und gerät auf Umwegen in Rigoberts Hände. Dieser fordert von Tilla im Austausch für das Herz das ihren Bruder belastende Dokument. Tilla übergibt das versiegelte Dokument, ohne zu wissen, dass Sebastian es zuvor gegen ein wertloses Schriftstück ausgetauscht hatte. Als Rigobert ebenjenes an Otfried Willinger übergibt, lässt dieser ihn aus Wut verhaften.
Tilla erreicht schließlich mit Sebastian Santiago de Compostela und kann das Herz ihres Vaters begraben. Inzwischen hat Otfried Damian getötet und dessen Vater, den Bürgermeister, durch eine Intrige verhaften lassen, um selbst Bürgermeister zu werden. Als Tilla mit dem echten Schriftstück nach Hause zurückkehrt, kann sie den eingekerkerten Bürgermeister befreien. Otfried wird des Hochverrats beschuldigt, doch ihm gelingt die Flucht aus dem Ratsaal.
Auf der Flucht tritt er nun endlich seiner Schwester Tilla gegenüber und gesteht ihr, dass er ihren Vater umgebracht hat, weil dieser nie an ihn geglaubt habe. Niemand glaube an ihn.
Im Moment der Verzweiflung ersticht Otfried einen der umstehenden Männer im Affekt, nimmt ein Mädchen als Geisel und droht, es mit seinem Schwert zu töten.
Als der Fluchtweg ihm frei scheint, wird Otfried von dem aus dem Kerker entlassenen Rigobert Gürtler mit einem Dolch erstochen und stirbt als Verräter und Mörder auf dem Marktplatz von Tremmlingen.

## Rezeption

### Einschaltquoten
Der Film erreichte an beiden Ausstrahlungstagen gute Quoten und für das ZDF einen Marktanteil von jeweils deutlich über 15 Prozent.
| Datum        | Zuschauer (gesamt) | Marktanteil | Zuschauer (14- bis 49-Jährige) | Marktanteil (14- bis 49-Jährige) |
| ------------ | ------------------ | ----------- | ------------------------------ | -------------------------------- |
| 5. Jan. 2014 | 6,39 Millionen     | 17,3 %      | 1,55 Millionen                 | 10,8 %                           |
| 6. Jan. 2014 | 5,98 Millionen     | 16,8 %      | 1,41 Millionen                 | 10,7 %                           |

### Kritiken
„[…] Der mehrfach ausgezeichnete Regisseur Philipp Kadelbach (‚Hindenburg‘, ‚Unsere Mütter, unsere Väter‘) inszenierte nach dem Bestseller von Iny Lorentz (‚Die Wanderhure‘) diesen gut gemachten Historien-Zweiteiler. Die aufwändige, sechs Millionen teure Produktion entwirft dabei ein authentisches, atmosphärisch dichtes Bild des Mittelalters. Aus der prominenten Besetzung ragt Josefine Preuß in der Rolle der Titelheldin heraus.“

„"Die Pilgerin" hebt sich durch die moderne Erzählweise, sinnliche Bilder und die Spielfreude der Darsteller wohltuend von anderen Produktionen des Genres ab [und] folgt dem Trend zur Entzauberung des Mittelalters, der Ritter-und-Burgfräulein-Poesie durch Elendsschilderungen ersetzt.“

„Wieder einmal versucht sich das Fernsehen am Mittelalter als einem finsteren Fackel-Flacker-Wunderland voller Bösartigkeit und Intrigen. Den Stoff spannt das ZDF auf die Zweiteiler-Streckbank. […] Dass all das trotzdem gut anzuschauen ist, bleibt dem öffentlich-rechtlichen Schauspieler-Team zu verdanken, das das ZDF auf Zeitreise ins Mittelalter geschickt hat.“

„Viel schlimmer als der Zweiteiler selbst […] ist, dass man seine Berechenbarkeit bereits beim Zustandekommen erahnen kann. Da erinnert es an besseres Schülertheater, wenn ein famoser Schauspieler wie Volker Bruch im Dunst der Nebelmaschine den irre gewordenen Vatermörder mimt. Da muss Josefine Preuß bei tropischen Temperaturen zwei Stunden lang dasselbe Entsetzen über den Tod ihres Vaters zum Ausdruck bringen, und doch klingt die Szene eher nach Daily Soap als Fernseh-Event. Da kann selbst das detailverliebte Szenenbild von Kadelbachs Szenenbildner Thomas Stammer, dessen Requisiten bereits das dramaturgische Fiasko der Hindenburg bei RTL erträglich machte, nicht über den inhaltlichen Müll hinwegtäuschen, der darin entsteht.“

„Männer sind Schufte oder Trottel, Frauen sind Huren, Hexen oder Heilige und im Herzen natürlich total emanzipiert. Der ZDF-Historienschinken ‚Die Pilgerin‘ bietet moderne Sinnsuche im stilvoll kaputten Kuttenlook – als hätte Hape Kerkeling den ‚Hobbit‘ mit der ‚Wanderhure‘ verrührt.“

„‚Die Pilgerin‘ ist ein Abenteuerfilm, nicht mehr und nicht weniger, ein bisschen aufgeladen mit weiblicher Emanzipation, den ewigen Fragen danach, was ich bereit bin für mein Leben zu opfern, ein Entwicklungsroman auch.“